# Ammocrypta
Ammocrypta és un gènere de peixos pertanyent a la família dels pèrcids que es troba a Nord-amèrica.

## Taxonomia
- Ammocrypta beanii (Jordan, 1877)[3]
- Ammocrypta bifascia (Williams, 1975)[4]
- Ammocrypta clara (Jordan & Meek, 1885)[5]
- Ammocrypta meridiana (Williams, 1975)[6]
- Ammocrypta pellucida (Agassiz, 1863)[7]
- Ammocrypta vivax (Hay, 1882)[8][9][10][11][12][13][14]